# Der Silbersee
Der Silbersee: ein Wintermärchen (El lago de plata: un cuento de hadas invernal) es una "obra de teatro con música" en tres actos con música de Kurt Weill y texto en alemán de Georg Kaiser
Der Silbersee se estrenó el 18 de febrero de 1933 simultáneamente en el Teatro Altes en Leipzig, el Stadttheater en Erfurt y el Stadttheater en Magdeburgo, justo tres semanas después de la Machtergreifung del partido nazi el 30 de enero de 1933. La producción de Leipzig fue dirigida por Detlev Sierck, dirigida por Gustav Brecher, y diseñada por Caspar Neher.  Fue la última producción tanto de Weill como de Kaiser en la República de Weimar antes de verse obligados a emigrar. Fue prohibida el 4 de marzo de 1933 por los nazis después de haberse representado 16 veces.
Una representación completa de Der Silbersee dura alrededor de tres horas, consistiendo aproximadamente por igual en diálogo y música. La larga y compleja obra exige actores con talento, pero las exigencias vocales de la partitura de Weill requiere cantantes con formación. La dificultad en reconciliar estas necesidades hacen que una representación exitosa de la pieza sea difícil, y producciones modernas están realizadas en su mayor parte por versiones de concierto abreviadas y adaptaciones.

## Grabaciones
- Silverlake. A Winter's Tale, New York City Opera. Director de orquesta: Julius Rudel. Elektra/Asylum/Nonesuch, 1980 (102 minutos)
- Der Silbersee. Ein Wintermärchen - Kurt Weill Edition Vol. 1, Capriccio, 1990 (107 minutos)
- Weill: Der Silbersee, Markus Stenz (director de orquesta), London Sinfonietta Orchestra and Chorus, RCA, Red Seal Label, 1999 (85 minutos)
- 2 audiosamples at the universal edition (MP3, ~1,5 MB each)